# Grums kommunvapen

Grums kommunvapen innehåller en bild som syftar på Grums äldsta sockenkyrka, men eftersom ett heraldiskt vapen aldrig skall innehålla ett specifikt föremål utan bara en bild, är kyrkan sakligt beskriven till sitt utseende i vapnets blasonering.

I denna versionen är kyrkan baserad på bilden i häradssigillet. Notera att blasoneringen fortfarande är den samma.

Grums kommunvapen fastställdes för Grums köping 1952 och registrerades oförändrat för Grums kommun 1974. Kyrkan är en äldre kyrka i Grums och sågklingorna är symbol för träförädlingsindustrin.

## Blasonering
Blasonering: I blått fält en kyrka av silver med korsprydd takryttare på mitten och kors över vardera gaveln samt med svarta fönster; däröver en ginstam av silver belagd med tre blåa cirkelsågklingor.

## Bakgrund
Det fanns en bild av en kyrka redan i Grums härads äldsta kända sigill från 1617. I häradets uppbådsfana från Karl XII:s tid finns också en bild på en kyrka, och det är den som har tjänat som inspiration till bilden i kommunvapnet. Sannolikt rör det sig om en bild av Grums äldsta sockenkyrka så som den såg ut på 1600-talet. Till detta lades symboler för den moderna industrin. Vapnet fastställdes av Kungl. Maj:t (regeringen) 1952 för Grums köping och registrerades 1974 hos Patent- och registreringsverket för Grums kommun enligt de nya regler för skydd av svenska kommunvapen som då hade införts.

## Vapen för äldre kommuner inom den nuvarande kommunen

### Värmskogs landskommun
Värmskogs landskommun bildades 1863 och uppgick vid årsskiftet 1951/52 i Stavnäs landskommun. Vid årsskiftet 1970/71 överfördes Värmskog till den nybildade Grums kommun medan övriga delar av Stavnäs lades till Arvika kommun. Värmskog fick sitt vapen fastställt av Kungl. Maj:t så sent som den 12 oktober 1951, mindre än tre månader innan kommunen upphörde. Vapnets blasonering lyder: "I fält av silver ett avslitet blått griphuvud mellan tre blå kryckkors, ordnade två och ett." Griphuvudet är hämtat från en bildsten som är daterad till 900-talet eller kring år 1000 och nu finns i Värmskogs kyrka, det symboliserar forntiden. Kryckkors finns på en annan sten, antagligen medeltida, vid Värmskogs kyrka och får i vapnet representera den kristna tiden. De tre korsen står för socknens tre kyrkor som historiskt har avlöst varandra och för de tre delarna av Värmskog: norra, västra och östra. Detta vapen har efter kommunens upphörande kommit att användas av Värmskogs församling. Ett kryckkors kom sedan också att ingå i Stavnäs kommunvapen, läs mer om det i artikeln Arvika kommunvapen.

Värmskogs landskommun (1951-1951)
Stavnäs landskommun (1959-1970)